# Amazon (công ty)
Amazon.com, Inc.  (/ˈæməzɒn/) là một công ty công nghệ đa quốc gia của Mỹ có trụ sở tại Seattle, Washington tập trung vào điện toán đám mây, truyền phát kỹ thuật số, trí tuệ nhân tạo và thương mại điện tử. Công ty này được coi là một trong những công ty công nghệ Big Four cùng với Google, Apple và Facebook.
Amazon được biết đến với việc làm thay đổi tư duy của các ngành công nghiệp đã được thiết lập thông qua đổi mới công nghệ và phát triển quy mô lớn. Công ty này là thị trường thương mại điện tử lớn nhất thế giới, nhà cung cấp trợ lý AI và nền tảng điện toán đám mây  được đo bằng doanh thu và vốn hóa thị trường. Amazon là công ty Internet lớn nhất tính theo doanh thu trên thế giới. Đây là công ty tư nhân lớn thứ hai ở Hoa Kỳ và là một trong những công ty có giá trị nhất thế giới. Amazon là công ty công nghệ lớn thứ hai tính theo doanh thu.
Amazon được Jeff Bezos thành lập vào ngày 5 tháng 7 năm 1994, tại Bellevue, Washington. Công ty ban đầu kinh doanh như một nhà phân phối trực tuyến sách nhưng sau đó mở rộng thêm để bán đồ điện tử, phần mềm, trò chơi video, may mặc, đồ nội thất, thực phẩm, đồ chơi và trang sức. Năm 2015, Amazon đã vượt qua Walmart trở thành nhà bán lẻ có giá trị nhất tại Hoa Kỳ tính theo giá trị vốn hóa thị trường. Vào năm 2017, Amazon đã mua lại Whole Foods Market với giá 13,4 tỷ đô la, điều này đã làm tăng đáng kể sự hiện diện của Amazon với tư cách là một nhà bán lẻ truyền thống. Năm 2018, Bezos tuyên bố rằng dịch vụ giao hàng trong hai ngày của họ, Amazon Prime, đã có trên 100 triệu người đăng ký trên toàn thế giới.
Amazon phân phối tải xuống và phát trực tuyến video, âm nhạc, audiobook thông qua các công ty con Amazon Prime Video, Amazon Music và Audible. Amazon cũng có một chi nhánh xuất bản, Amazon Publishing, một hãng phim và truyền hình, Amazon Studios và một công ty con về điện toán đám mây, Amazon Web Services. Công ty cũng sản xuất hàng điện tử tiêu dùng bao gồm thiết bị đọc ebook Kindle, máy tính bảng Fire, Fire TV, và các thiết bị Echo. Ngoài ra, các công ty con của Amazon cũng bao gồm Ring, Twitch.tv, Whole Foods Market và IMDb. Amazon cũng đã dính vào nhiều scandal, nhiều nhất là bị chỉ trích vì vi phạm giám sát công nghệ, văn hóa làm việc siêu cạnh tranh và đòi hỏi cao, trốn thuế, và thực hành chống cạnh tranh.

## Lịch sử

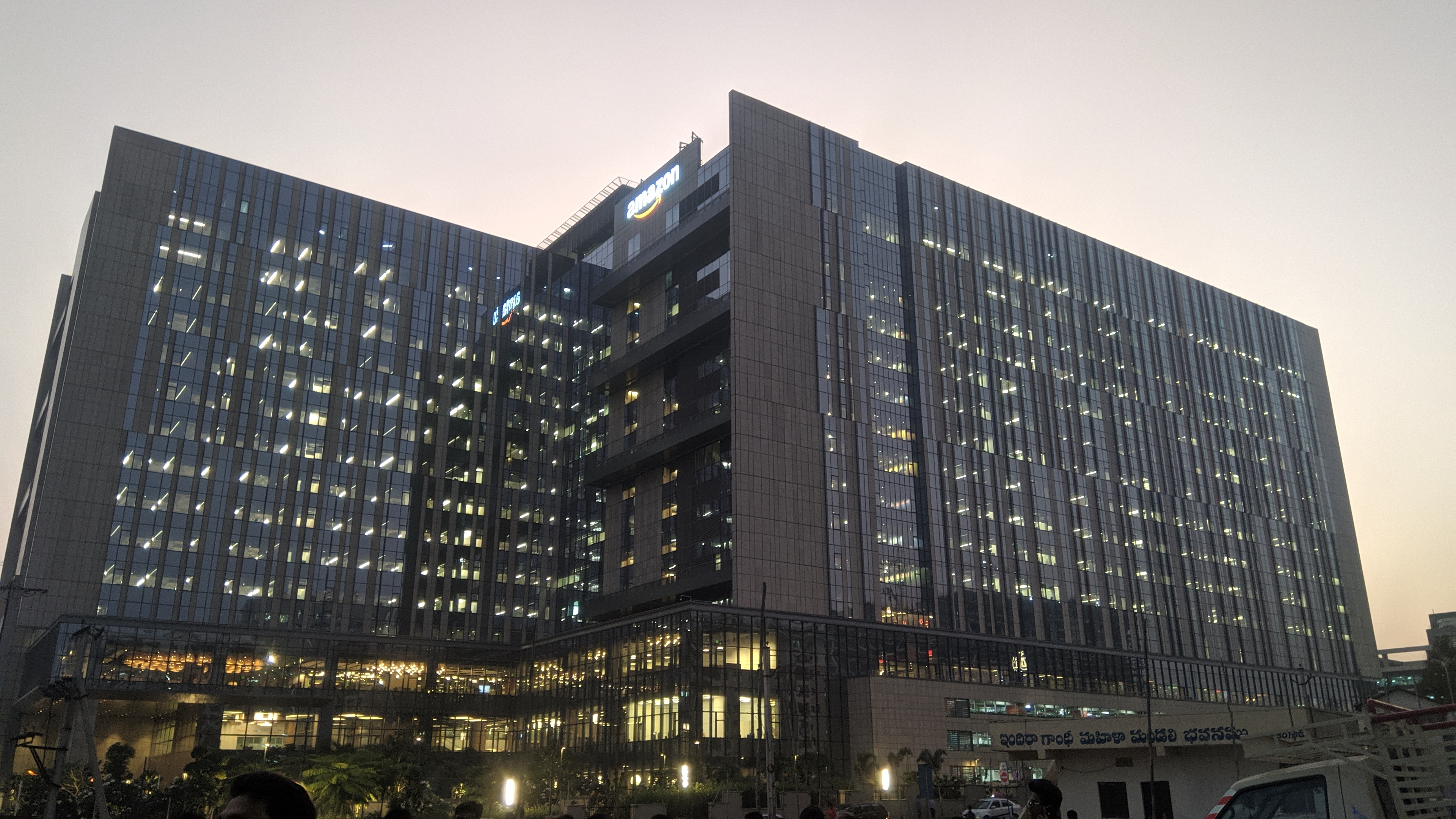
Chi nhánh lớn nhất của Amazon bên ngoài Hoa Kỳ được khánh thành tại thành phố Hyderabad, Ấn Độ vào tháng 9 năm 2019.

Năm 1994, Jeff Bezos thành lập Amazon. Ông chọn trụ sở chính tại Seattle vì kỹ thuật máy tính của Microsoft cũng nằm ở đây. Vào tháng 5 năm 1997, Amazon đã trở thành công ty đại chúng. Công ty bắt đầu bán nhạc và video vào năm 1998, lúc đó nó bắt đầu hoạt động trên phạm vi quốc tế bằng cách mua lại những công ty bán sách trực tuyến ở Vương quốc Anh và Đức. Năm sau, công ty cũng bắt đầu bán các trò chơi video, đồ điện tử tiêu dùng, đồ gia dụng, phần mềm, trò chơi và đồ chơi.
Năm 2002, tập đoàn này thành lập Amazon Web Services (AWS), nơi cung cấp dữ liệu về mức độ phổ biến của trang web, mô hình lưu lượng truy cập Internet và các số liệu thống kê khác cho các nhà tiếp thị và nhà phát triển. Vào năm 2006, tổ chức này đã phát triển danh mục AWS của mình khi Elastic Compute Cloud (EC2), cho thuê sức mạnh xử lý máy tính cũng như Dịch vụ lưu trữ đơn giản (S3), cho thuê lưu trữ dữ liệu qua Internet, được cung cấp. Cùng năm đó, công ty thành lập Fulfillment by Amazon, nơi quản lý tài sản của các cá nhân và công ty nhỏ, và bán đồ đạc của họ thông qua trang web của công ty. Năm 2012, Amazon đã mua Kiva Systems để tự động hóa hoạt động kinh doanh quản lý hàng tồn kho, mua chuỗi siêu thị Whole Food Market 5 năm sau vào năm 2017.

## Ban giám đốc
Tính từ tháng 11 năm 2019, ban giám đốc của Amazon bao gồm:

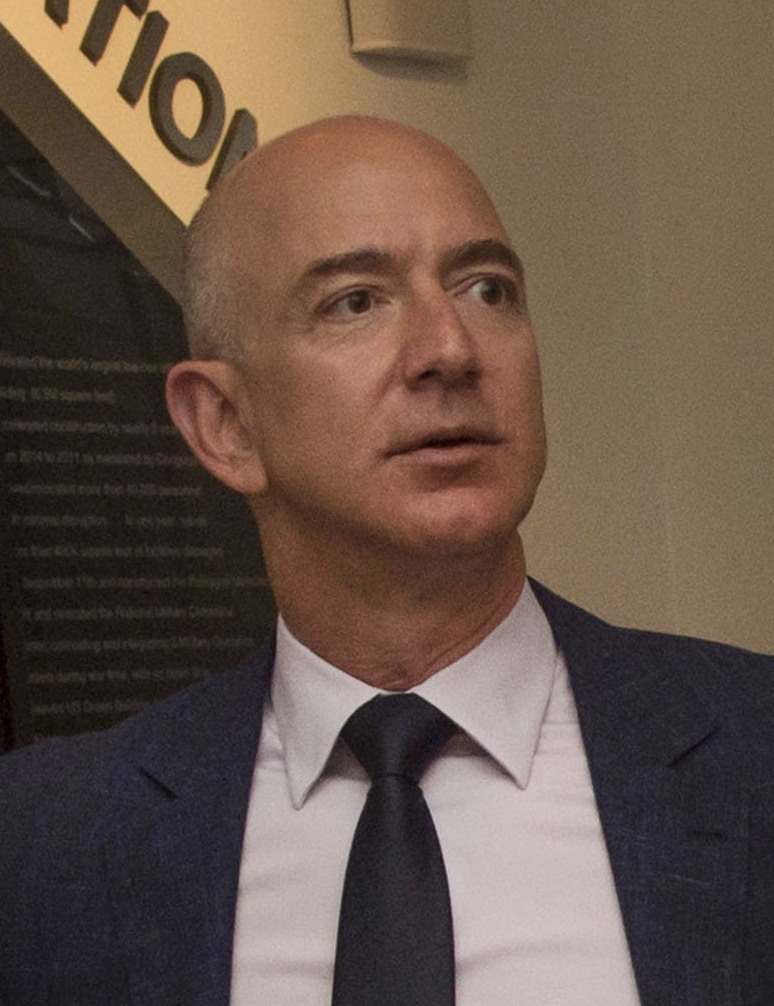
Người sáng lập Amazon Jeff Bezos.

- Jeff Bezos: Chủ tịch, Giám đốc điều hành
- Rosalind Brewer: Chủ tịch Tập đoàn và COO, Starbucks
- Jamie Gorelick: cộng sự, Wilmer Cutler Pickering Hale và Dorr
- Daniel P. Huttenlocher: Trưởng khoa Điện toán Schwarzman tại Học viện Công nghệ Massachusetts
- Judy McGrath: cựu CEO, MTV Networks
- Indra Nooyi: cựu CEO, PepsiCo
- Jon Rubinstein: cựu Chủ tịch và Giám đốc điều hành, Palm, Inc.
- Thomas O. Ryder: cựu Chủ tịch và Giám đốc điều hành, Trusted Media Brands
- Patty Stonesifer: Chủ tịch và Giám đốc điều hành, Martha's Table
- Wendell P. Wekks: Chủ tịch, Giám đốc điều hành, Corning Inc.